# Go Man/Incontro d'amore
Go Man/Incontri d'amore è un singolo della poetessa-cantautrice statunitense Marva Jan Marrow (solo sul lato A) e  musicista italiano Tony Renis, pubblicato dalla Numero Uno nel 1973.
Entrambi i brani sono estratti dall'album Blu Gang - E vissero per sempre felici e ammazzati, tratto dal film omonimo.
Il brano presente sul lato A è, originariamente, il lato B del singolo precedente.

## Staff artistico

### Lato A
- Marva Jan Marrow – voce
- Maurizio De Angelis – chitarra solista

### Lato B
- Claudio Fabi – arrangiamenti
- Bill Conti – direzione orchestrale
- Umberto Tozzi – chitarra solista

## Tracce
Musiche di Tony Renis; edizioni musicali PECF (Parigi).
1. Go Man (testo: Marva Jan Marrow)
2. Incontro d'amore